# Idiolophorhynchus andriashevi
Idiolophorhynchus andriashevi és una espècie de peix de la família dels macrúrids i de l'ordre dels gadiformes.

## Hàbitat
És un peix d'aigües profundes que viu entre 1190-2350 m de fondària.

## Distribució geogràfica
Es troba a Austràlia Meridional, Austràlia Occidental i Nova Zelanda.